# 1271
El 1271 (MCCLXXI) fou un any comú començat en dijous del calendari julià.

## Esdeveniments
- Marco Polo comença el seu viatge.
- El comtat de Tolosa passa a mans del rei de França.
- Gregori X és elegit papa de Roma.[1]